# Opération Eagle Claw
Crise iranienne des otages
L’opération Eagle Claw (« Serre d'aigle », aussi appelée opération Evening Light ou opération Rice Bowl) est une opération militaire américaine menée les 24 et 25 avril 1980 et destinée à secourir les 53 otages retenus prisonniers dans l'ambassade américaine à Téhéran.
Une planification trop complexe, des problèmes techniques ainsi que des tempêtes de sable imprévues conduisirent à la déroute et à l'annulation de l'opération. Huit militaires américains trouvèrent la mort et, pendant l'évacuation, des documents compromettants des agents de la CIA furent laissés dans des appareils abandonnés sur place.
Échec cuisant, cette opération influença très négativement la campagne de réélection de Jimmy Carter. Sur le plan militaire, elle conduisit à une réorganisation des forces spéciales américaines.
Les otages furent finalement relâchés après 444 jours de captivité, le 20 janvier 1981, lors de l’Inauguration Day aux États-Unis, le jour où Jimmy Carter céda la présidence à Ronald Reagan.

## Antécédents
Le 4 novembre 1979, alors que l'Iran est dirigé par l'ayatollah Khomeini depuis moins d'un an, des étudiants prennent en otage le personnel de l'ambassade américaine à Téhéran. Les négociations diplomatiques échouent. Sur décision du président Jimmy Carter, une opération militaire est envisagée pour libérer les otages.
Le 12 novembre 1979, la Joint Task Force 179 (force opérationnelle interarmes) est créée avec à sa tête le Major General (général de division) James « Hammer Jim » Vaught. L'opération s'avère complexe. Le lieu de détention ne permet pas une mise en place directe par avion, et les distances à parcourir sont hors portée de tout hélicoptère. Il faut donc transporter le personnel par une combinaison d'avions et d'hélicoptères et utiliser, en territoire iranien, des bases intermédiaires. Les lieux de départ retenus se situent au sud-est de l'Iran : l'île Masirah, au large d'Oman, et le porte-avions USS Nimitz dans le Golfe Persique.
Le 16 avril 1980, le général Vaught expose son plan final au président Carter. Le lendemain, le feu vert est donné pour une exécution dès le 24 avril.

## Le plan
L'opération prévue doit se dérouler en deux nuits en utilisant successivement trois sites comme bases temporaires.
La force d'assaut comprend 120 hommes : le 1st SFOD-Delta (la « Delta Force », qui compte 93 hommes), 13 hommes d'un SFOD-A des Special Forces, et 14 spécialistes divers. Elle est commandée par le colonel Charles Beckwith, créateur et commandant de l'unité anti-terroriste dite Delta Force. Une section de protection (12 hommes) doit sécuriser le premier site.

### La première nuit (prévue les 24 - 25 avril 1980)
Six avions Lockheed C-130 Hercules sont nécessaires. Trois MC-130 transportant les troupes d'assaut doivent se poser sur un site préalablement balisé, appelé Desert One en plein désert iranien, à 300 km au sud-est de Téhéran. Ensuite, trois EC-130 doivent acheminer le kérosène pour réapprovisionner les huit hélicoptères de transport RH-53D Sea Stallion.
Les avions partiront de l'île de Mazirah, et les hélicoptères du porte-avions USS Nimitz. Tous doivent voler à très basse altitude pour échapper à la détection radar. Après avoir assuré leur mission à Desert One, les C-130 regagneront leur base en ramenant la section de protection.
Les hélicoptères, après avoir été ravitaillés en kérosène, doivent embarquer la force d'assaut et la transporter jusqu'à Desert Two, un site situé à 60 km de Téhéran. Là, les troupes seront débarquées à l'abri des regards et les hélicoptères seront camouflés sur un site approprié en attendant la nuit suivante.
À Desert Two, des camions, achetés préalablement par des agents sur place, viennent chercher les troupes et les amènent dans un hangar situé à 15 km de Téhéran où elles sont cachées durant la journée.

### La deuxième nuit (prévue les 25 - 26 avril 1980)
La force d'assaut, amenée par camions, doit délivrer les otages. La Delta Force libère la majeure partie des otages, retenus dans l'ambassade, et le SFOD-A doit délivrer le chargé d'affaires américain et deux autres diplomates détenus au ministère des affaires étrangères iranien.
Ensuite, les hélicoptères seront appelés et se poseront dans un stade en face de l'ambassade, afin d'embarquer otages libérés et forces d'assaut, pour les transporter jusqu'à l'aérodrome de Manzariyeh, situé à 50 km au sud-ouest de Téhéran. Les hélicoptères pourraient être amenés à faire deux voyages.
L'aérodrome de Manzariyeh qui, selon une reconnaissance, est « désaffecté » mais toujours en état, aura préalablement été capturé et sécurisé par 75 rangers qui feront un atterrissage d'assaut en MC-130. Ils sont suivis par deux avions de transport lourd C-141 Starlifter, chargés d'évacuer otages et force d'assaut. Les C-141 sont spécialement équipés pour transporter des blessés. Les hélicoptères seront détruits sur place et les rangers quittent Manzariyeh en dernier à bord d'un MC-130.
Trois AC-130 (canonnières volantes) sont prévus pour fournir un appui aérien aux unités au sol : deux pour l'ambassade à Téhéran et un à Manzariyeh.

## L'exécution
Pendant l'élaboration du plan, des renseignements sont récoltés grâce à des otages libérés, et par des photos prises par satellite. Une équipe de militaires américains est même infiltrée en Iran. Dirigée par le sergent Dick Meadows, elle comportait un sergent de l'USAF qui parle le farsi, et deux sergents des Special Forces qui parlent couramment allemand et se font passer pour des touristes venant d'Allemagne de l'Ouest.
Le 30 mars 1980, un petit avion de la CIA amène discrètement sur Desert One le major John Carney qui, muni d'une moto-cross, reconnaît la zone et marque une piste d'atterrissage en y posant des balises infrarouges.
Le 24 avril 1980, les C-130 se posent sur Desert One dans l'ordre prévu. Des équipes de protection sont immédiatement installées sur les accès.

### Premier incident
Un bus qui arrive sur le site Desert One doit être neutralisé et ses 44 passagers détenus sur place.

### Deuxième incident
Les huit hélicoptères ont décollé du Nimitz et ont entrepris leur voyage de six heures à très basse altitude. À la suite d'un problème de pale, l'hélicoptère no 6 doit se poser en plein désert et ne peut repartir. Il est abandonné et son équipage est recueilli par l'hélicoptère no 8. Le système de navigation de l'hélicoptère no 5 tombe en panne et son pilote décide de faire demi-tour. Il ne reste plus que six hélicoptères soit le strict minimum prévu pour accomplir la mission.

### Troisième incident
De violentes tempêtes de sable ralentissent le vol des hélicoptères qui atterrissent à Desert One avec une heure et demie de retard, leurs pilotes sont choqués et épuisés. Le ravitaillement en carburant est effectué immédiatement et le personnel embarqué. À ce moment, le commandant des hélicoptères signale que l'hélicoptère no 2 est en panne de système hydraulique. Avec cinq hélicoptères, la mission devient impossible et le colonel Beckwith qui peste contre les pilotes demande l'annulation de l'opération. La force d'assaut rembarque dans les C-130 et les pilotes dans leurs hélicoptères pour un voyage de retour.

### Quatrième incident
Les rotors des hélicoptères provoquent un épais nuage de sable. En décollant, le premier hélicoptère heurte un C-130, qui s'enflamme immédiatement. Les hommes, dont certains sont brûlés, quittent rapidement l'avion. Ce crash coûte toutefois la vie à huit hommes : cinq dans le C-130 et les trois hommes de l'équipage de l'hélicoptère. Trois autres hélicoptères sont endommagés par l'explosion d'un stock de munitions qui se trouvait dans le C-130 en feu. Il ne reste plus qu'à repartir à bord des autres avions et à abandonner sur place les morts, les hélicoptères et le C-130 en flammes. Dans l'affolement, des documents compromettants seront même laissés sur place. L'équipe de quatre hommes infiltrée à Téhéran pourra néanmoins quitter l'Iran sans problème.

## Les conséquences

### Le rapport Holloway
Une commission appelée Special Operations Review Group , plus connue sous le nom de « Commission Holloway » du nom de son président l'amiral James L. Holloway III (en), fut chargée d'établir un rapport. Elle avait pour but de faire une critique professionnelle de l'opération, et releva vingt-trois points où des améliorations auraient pu être apportées, dont onze particulièrement importantes, parmi lesquelles celles-ci :
- le silence radio absolu était une mesure excessive ; on aurait pu informer par radio l'hélicoptère no 5 qu'il pouvait continuer la mission ;
- le nombre d'hélicoptères était insuffisant, il aurait fallu un total de dix à douze appareils.
- divers manquements sur le commandement et le contrôle de l'opération sont pointés, des améliorations sont proposées.

La commission conclut cependant que le concept d'une opération spéciale tenue secrète jusqu'à son exécution était valide, faisable et cohérente avec les objectifs recherchés ; qu'aucun autre pays n'aurait pu la mener ; qu'elle était à haut risque et « que l'Amérique avait eu le courage d'essayer ».

### Réorganisations des forces spéciales américaines
Les défauts constatés pendant l'opération Eagle Claw conduisirent à diverses réorganisations dans les forces spéciales américaines. La plupart eurent lieu en vue de mener une nouvelle tentative d'exfiltration des otages, appelée opération Snowbird (et opération Honey Badger pour son volet aérien). Pour ce faire, diverses unités seront créées notamment la Task Force 160, une unité spéciale d'hélicoptères formée aux opérations spéciales, en particulier nocturnes.
L'opération Snowbird ne put être menée avant la libération des otages par les Iraniens, mais la plupart des unités et matériels créés pour l'opération furent conservées. Ainsi, la Task Force 160 devint le 160th Special Operations Aviation Regiment (Airborne).
De son côté, l'US Navy créa sa propre unité antiterroriste, le SEAL Team Six, et l'US Air Force lança un programme destiné à moderniser ses HH-53 Super Jolly Green Giant en MH-53 J Pave Low III, par l'ajout de systèmes de navigation, de vision nocturne et de réservoirs supplémentaires.
En revanche, c'est surtout le manque d'interopérabilité constaté entre les forces spéciales et les forces conventionnelles lors de l'Invasion de la Grenade qui conduira à la création du US Special Operations Command et des commandements des forces spéciales de chaque armée, à partir de 1986.

## Documentaires télévisés
- La dernière partie du 3e épisode : Des plans infaillibles, de la série : Les grandes erreurs militaires, sur Planète+.